# Йохан Конрад фон Геминген (1584 – 1632)
Йохан (Ханс) Конрад фон Геминген (на немски: Johann (Hans) Conrad von Gemmingen; * 1584/ ок. 1585; † 2 юли 1632) е благородник от стария алемански рицарски род Геминген в Крайхгау в Баден-Вюртемберг от линията „Б (Хорнберг) на фрайхерен фон Геминген“ и „линията Некарцимерн/Бюрг“, господар на „Видерн-Майенфелс“.
Той е най-малкият син на Бернолф фон Геминген († 1609), висш дворцов служител в Курпфалц, господар на Бюрг (в Нойенщат ам Кохер), и съпругата му Анна фон Грумбах († 1607), дъщеря на Конрад (Контц) фон Грумбах († 1592) и Барбара Салома фон Фелберг († пр. 1582). Брат е на Ханс Филип († 1635) и Еберхард фон Геминген († 1635).
При подялбата на бащиното му наследство Йохан Конрад получава през 1629 г. Видерн и Майенфелс, а Бюрг и Престенек попадат на брат му Еберхард фон Геминген († 1635). Образуват се линиите „Видерн-Майенфелс“ и „Бюрг-Престенек“.
Йохан Конрад живее известно време във Видерн, където още се строи Гемингенската къща през 1629 г. и купува още две градини за подправки, които скоро след преместването му в Майенфелс (днес във Вюстенрот) разменя с брат му Ханс Филип († 1635).
При смъртта му 1632 г. живите му деца са още малолетни и са поставени под опекунство.

## Фамилия
Йохан Конрад се жени за Урсула Катарина фон Грумбах († 2 август 1607), която умира след една година.
Йохан Конрад се жени втори път 1614 г. за Сибила Мария фон Хелмщат (1588 – 1663), дъщеря на Петер фон Хелмщат (ок. 1563 – сл. 1612) и Анна фон Цайзкам (ок. 1560 – 1603). Те имат децата:
- Райнхард Фридрих (1617 – 1632)
- Филип Конрад (*/† 1619)
- Филип Кристоф (1621 – 1660), женен за Мария Амалия Рюдт фон Коленберг, наследява Майенфелс, няма наследници
- Карл Дитрих († 1642), служи във войската на фелдмаршал граф Матиас Галас, неженен
- Мария Елизабет (* 1623), омъжена I. за Вилхелм Хайнрих фон Аделсхайм, II. на 29 юни 1646 г. за Филип фон Аделсхайм (* 15 март 1610; † 18 март 1648)[2]
- Ханс Албрехт/Алберт (1624 – 1685), женен 1646 г. за Анна Кунегонда Зенфт фон Зулбург (1629 – 1676); имат 9 деца